# Šahovski klub Rijeka
ŠK Rijeka, šahovski klub iz Rijeke.
Utemeljen 1998. godine. Sjedište ima u Šahovskom domu u Rijeci, na adresi Blaža Polića 2/II, a tim se prostorijama služe i gotovo svi ostali riječki klubovi.
2010. godine od strane Svjetske šahovske federacije - FIDE, povjerena mu je organizacija 11. Europskog pojedinačnog prvenstva u šahu za muškarce i žene.

## Rezultati
I u muškoj i u ženskoj kategoriji nastupa u prvoj hrvatskoj ligi. 2009. g. u ženskoj kategoriji klub je zauzeo petu, u muškoj, šestu poziciju, a u brzopoteznom prvenstvu prvo mjesto. Ženska ekipa osvojila je Kup Hrvatske 2001. godine, a muška 2008. godine.

## Poznati igrači
- Mišo Cebalo
- Ognjen Cvitan
- Boris Golubović
- Marijan Mažuran
- Jole Petrov
- Josip Rukavina
- Srđan Zelenika
- Marin Bosiočić, prvak Hrvatske[1]

## Vanjske poveznice
- Službene stranice ŠK Rijeka  Arhivirana inačica izvorne stranice od 16. ožujka 2010. (Wayback Machine)